# Forcalquier
Forcalquier je obec na jihu Francie v departementu Alpes-de-Haute-Provence a regionu Provence-Alpes-Côte d'Azur. Má asi 4 600 obyvatel.
Nachází se asi 100 km severně od Marseille a nedaleko benediktinského kláštera Ganagobie. Místní hřbitov je na seznamu historického dědictví. Dominantou vsi je osmiboká kaple.